# Памятниковедение
Памятниковедение — комплексная наука (теория и практика), изучающая и сохраняющая социально значимые объекты природы, истории и культуры как памятники, имеющие особое значение для отдельных людей, социальных групп, территориальных общностей, народов и человечества в целом.
Отсюда деление этих объектов на памятники всемирного значения, общегосударственные (федеральные в России), региональные, муниципальные и местные (конкретного поселения). Для отдельных людей имеют значение личные и семейные памятники.
Памятниковедение объектов природы, истории и культуры намного шире исторического источниковедения как теории и методики изучения именно исторических памятников, нередко только письменных. Вместе с тем определение подлинности источника (включая археологические объекты, внешнюю или текстологическую критику письменных памятников) и выяснение достоверности содержащихся в нём сведений (внутренняя критика) специалистами-источниковедами используется в памятниковедении как основа для оценки значимости соответствующих исторических памятников. Памятниковеды, приняв от источниковедов доводы в достоверности объектов (иногда памятниковедение эти доводы обоснованно корректирует), более заняты проблемами учёта, сохранения, выявления социальной значимости, реставрации и разнообразного использования всевозможных памятников. Однако главное отличие памятниковедения от источниковедения состоит в изучении им функционирования артефактов прошлого в современном культурном контексте с целью социализации индивидов, аксиологического определения ими своих координат в социально-историческом пространстве.
Объекты памятниковедения не сводимы к разнообразным искусственным сооружениям, под которыми понимаются памятники в узком смысле слова. Особую группу памятников составляют памятники-символы, которые обычно имеют наибольшее значение для крупных социальных групп.

## Определение
Термин для новой науки был введен Петром Владимировичем Боярским, по инициативе которого с 1986 г начала выходить серия научных сборников в НИИ культуры « Памятниковедение». В статьях серии им были изложены основы общего памятниковедения и памятниковедения науки и техники. Он являлся ответственным редактором и председателем редколлегии, в состав которой входили известные ученые разного профиля, которые поддержали его в период становления новой науки: академики АН СССР В. П. Алексеев (антрополог и археолог), А. П. Деревянко (археолог), В. П. Мишин (специалист в области космической техники), В. Л. Яншин (археолог); члены-корреспонденты А. Н. Боголюбов (механик и историк науки), Б. Г. Юдин (философ); один из ведущих специалистов в области системных исследований докт. философ. наук И. В. Блауберг и др. В 1986 г. в указанной серии вышел сборник «Памятниковедение. Теория, методология практика», в 1988 г. сборник « Памятниковедение. Памятниковедение науки и техники: теория, методика, практика», в 1990 году — обобщающая монография П. В. Боярского «Введение в памятниковедение», в 1991 г. — «Памятниковедение. Исторический эксперимент. Теория, методология, практика». После выхода указанных сборников и монографии П. В. Боярского название новой науки было принято научной общественностью, а её принципы и основы, разработанные П. В. Боярским, вскоре начали широко использовать в своих работах академик С. О. Шмидт и другие специалисты. Очень важно, что эти изначальные работы стали основой с 1986 г. научных и прикладных исследований Морской арктической комплексной экспедиции (МАКЭ) под начальством и научным руководством П. В. Боярского при проведении ежегодных комплексных работ по выявлению, изучению, сохранению и использованию объектов культурного и природного наследия Российской Арктики.
По определению академика Сигурда Оттовича Шмидта:
«Памятниковедение — это наука о памятниках, их выявлении, изучении, сохранении и использовании <…> В пределах общего понятия „памятниковедение“ (как и в близком ему во многом источниковедении) можно выделить памятниковедение разных уровней: теоретическое и конкретное (или конкретно-прикладное).
Конкретное имеет функциональные отличия от теоретического. Более того, в самом конкретном памятниковедении можно указать разные „этажи сложности“. Это и конкретное памятниковедение памятников разных классов (типов, видов, разновидностей, разного времени, раз-ной территории, разной тематики), и прикладное, связанное с вопросами сохранения и реставрации различных памятников или с системой их пропаганды (причем особенно в учебных, просветительских и других целях)»
Шмидт С. О. Памятники в системе науки и общественного сознания // Му-зееведение. Музеи мира: Сб. науч. тр. / Науч.-иссл. ин-та культуры. М., 1991; Археография. Архивоведение. Памятниковедение : [Сб. ст.] / С. О. Шмидт ; Рос. гос. гуманитар. ун-т, Всерос. науч.-исслед. ин-т документоведения и арх. Дела. М. РГГУ 1997. — 362,[1] с. ; См.: : Памятниковедение. Tеория, методология, практика, M., 1986; Золин П. М. Памятниковедение — наука // Вопросы истории. −1990. — N 3. — С.188-190. и др.
По Словарю музейных терминов:
«Памятниковедение, область знаний о памятниках истории и культуры. В музейном деле — особый вид источниковедческой работы, связанный с документированием и экспонированием памятников, с подготовкой проектов формирования историко-культурной среды. Памятниковедческие исследования носят междисциплинарный характер и разрабатываются на стыке истории, культурологии, искусствознания, музееведения, а также профильных научных дисциплин — археологии, архитектуры, градостроительства и др.» Введение в научный оборот термина П. В. Боярским и разработка им теоретических основ «П.» относится к 1980-м гг. П. В. Боярский. Введение в памятниковедение (монография). М, 1990.

## Международный уровень
Теоретически и практически памятниковедение поддерживается и развивается в той или иной степени многими людьми,
международными и государственными организациями. В общей сложности на планете в этой сфере заняты многие миллионы специалистов разного профиля.
На международном уровне проблемами памятниковедения занимаются:
- Организация Объединённых Наций по вопросам образования, науки и культуры (ЮНЕСКО) http://www.unesco.org Архивная копия от 14 февраля 2012 на Wayback Machine;
- ИККРОМ (ICCROM) — Международный исследовательский центр по сохранению и реставрации культурных ценностей — межправительственный орган, осуществляющий экспертную поддержку по сохранению объектов, включённых в Список Всемирного наследия, а также проводящий тренинги по реставрационным технологиям. http://www.iccrom.org Архивная копия от 7 сентября 2008 на Wayback Machine
- ИКОМ (ICOM) — Международный совет музеев, инициатор создания информационной сети Всемирного наследия. http://www.icom.org Архивная копия от 23 февраля 2019 на Wayback Machine
- ИКОМОС (ICOMOS) — Международный совет по охране памятников и исторических мест. http://www.icomos.org Архивная копия от 17 мая 2008 на Wayback Machine  (Северная и Южная Америка); http://www.international.icomos.org Архивная копия от 6 июля 2009 на Wayback Machine (Европа);
- МСОП (IUCN) — Международный союз охраны природы и естественных богатств (осуществляет подготовку рекомендаций Комитету Всемирного наследия по включению в Список объектов природного наследия, а также готовит отчёты о состоянии сохранности включённых в Список объектов через международную сеть специалистов). http://www.iucn.org Архивировано 10 мая 2009 года.
- ОГВН (OWHC) — Организация городов Всемирного наследия. http://www.ovpm.org Архивная копия от 5 марта 2016 на Wayback Machine
- Europa Nostra — всеевропейская федерация по сохранению культурного наследия, является представительной платформой для более 230 неправительственных организаций по сохранению наследия, активно работающих в 40 странах Европы. http://www.europanostra.org Архивная копия от 22 октября 2008 на Wayback Machine

И целый ряд других.

## В России
В России наряду с государственными и научными организациями важную роль в памятниковедении объектов природы играет Всероссийское общество охраны природы, которое в 2004 году отметило 80-летие. Наряду с отдельными памятниками природы в число особо охраняемых природных территорий включаются:
- Государственные природные заповедники
- Национальные парки
- Природные парки
- Государственные природные заказники
- Дендрологические парки и ботанические сады
- Лечебно-оздоровительные местности и курорты[6]

Памятниковедением объектов истории и культуры занят и актив Всероссийского общества охраны памятников истории и культуры

### Законодательство
По ст. 44 Конституции Российской Федерации — России:
- «Каждый имеет право на участие в культурной жизни и пользование учреждениями культуры, на доступ к культурным ценностям».
- «Каждый обязан заботиться о сохранении исторического и культурного наследия, беречь памятники истории и культуры».

Базовым в области сохранения, использования и государственной охраны объектов культурного наследия (памятников истории и культуры) является Федеральный закон от 25.06.2002 № 73-ФЗ «Об объектах культурного наследия (памятниках истории и культуры) народов Российской Федерации (последняя редакция от 23.07.2008, с изм. от 17.12.2009).
Он направлен на реализацию вышеуказанных конституционных прав и обязанности, а также на реализацию прав народов и иных этнических общностей в Российской Федерации на сохранение и развитие своей культурно-национальной самобытности, защиту, восстановление и сохранение историко-культурной среды обитания, защиту и сохранение источников информации о зарождении и развитии культуры.
Объектам культурного наследия (памятникам истории и культуры) народов Российской Федерации законодательно определяются (ст. 3): „объекты недвижимого имущества со связанными с ними произведениями живописи, скульптуры, декоративно-прикладного искусства, объектами науки и техники и иными предметами материальной культуры, возникшие в результате исторических событий, представляющие собой ценность с точки зрения истории, археологии, архитектуры, градостроительства, искусства, науки и техники, эстетики, этнологии или антропологии, социальной культуры и являющиеся свидетельством эпох и цивилизаций, подлинными источниками информации о зарождении и развитии культуры“.
Эти объекты подразделяются на:
- объекты культурного наследия федерального значения — объекты, обладающие историко-архитектурной, художественной, научной и мемориальной ценностью, имеющие особое значение для истории и культуры Российской Федерации, а также объекты археологического наследия;
- объекты культурного наследия регионального значения — объекты, обладающие историко-архитектурной, художественной, научной и мемориальной ценностью, имеющие особое значение для истории и культуры субъекта Российской Федерации;
- объекты культурного наследия местного (муниципального) значения — объекты, обладающие историко-архитектурной, художественной, научной и мемориальной ценностью, имеющие особое значение для истории и культуры муниципального образования.

С 2007 г. большинство федеральных полномочий было делегировано в субъекты Российской Федерации в соответствии с Федеральным законом от 29.12.2006 № 258-ФЗ.
Финансирование мероприятий по сохранению, популяризации и государственной охране объектов культурного наследия, в том числе льготы, предоставляемые физическим или юридическим лицам, вложившим свои средства в работы по сохранению объектов культурного наследия.
Вопросы формирования и ведения Единого государственного реестра объектов культурного наследия (памятников истории и культуры) народов Российской Федерации
Государственная историко-культурная экспертиза, Государственная охрана объектов культурного наследия, её цели и задачи, меры по обеспечению сохранности объекта культурного наследия при проведении строительных и иных работ.
Сохранение объектов культурного наследия, под которым понимаются направленные на обеспечение физической сохранности объекта культурного наследия ремонтно-реставрационные работы, в том числе консервация объекта культурного наследия, ремонт памятника, реставрация памятника или ансамбля, приспособление объекта культурного наследия для современного использования, а также научно-исследовательские, изыскательские, проектные и производственные работы, научно-методическое руководство, технический и авторский надзор.
Для полноценной реализации положений Федерального закона № 73-ФЗ в нём предусмотрено принятие Правительством Российской Федерации отдельных подзаконных актов, раскрывающих те или иные базовые положения закона.
Уже приняты следующие подзаконные акты:
- Положение о государственной историко-культурной экспертизе (Утверждено Постановлением Правительства Российской Федерации от 15 июля 2009 г. № 569).
- Положение о зонах охраны объектов культурного наследия (памятников истории и культуры) народов Российской Федерации (Утверждено Постановлением Правительства РФ от 26.04.2008 № 315).
- Положение о едином государственном реестре объектов культурного наследия (памятников истории и культуры) народов Российской Федерации» (Утверждено Приказом Федеральной службы по надзору за соблюдением законодательства в области охраны культурного наследия от 27 февраля 2009 г. № 37)
- Форма паспорта объекта культурного наследия (Утверждена Приказом Федеральной службы по надзору за соблюдением законодательства в области охраны культурного наследия от 27 февраля 2009 г. № 37)
- Положение о порядке выдачи разрешений (открытых листов) на право проведения работ по выявлению и изучению объектов археологического наследия (Утверждено Приказом Федеральной службы по надзору за соблюдением законодательства в области охраны культурного наследия от 03.02.2009 № 15).

Создание надежной нормативной базы для оптимизации российского памятниковедения продолжается.